# Wilhelm von Harff

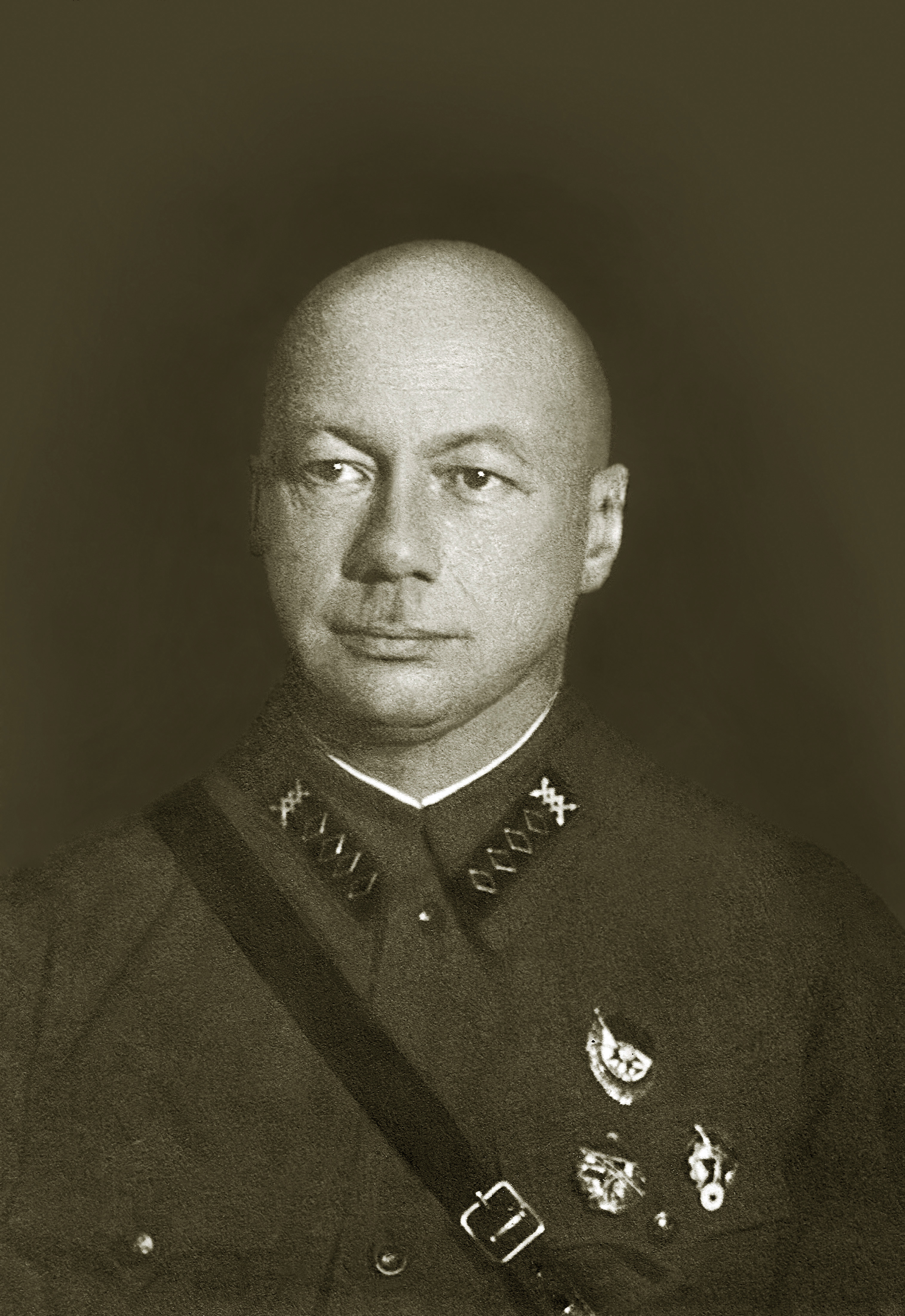
Wilhelm Harff (November 1935)

Wilhelm Jewgenjewitsch von Harff (russisch Вильгельм Евгеньевич Гарф; * 22. Dezember 1884jul. / 3. Januar 1885greg. in Garten; † 22. August 1938 in Kommunarka) war ein russisch-sowjetischer Generalstabsoffizier.

## Leben
Harff stammte aus einer deutsch-baltischen Familie. Er war der Älteste von sechs Kindern des Generalstabsoffiziers Eugen von Harff (1854–1911) und seiner Frau Clara geborene von Schultz (1857–1934), Tochter des Konteradmirals Otto Theodor von Schultz. 1889 kam Harff mit der Familie nach St. Petersburg, als der Vater in den Generalstab versetzt wurde. Im September 1902 wurde er in das Pagenkorps seiner kaiserlichen Majestät aufgenommen, aus dem er im August 1904 als Podporutschik in das Leibgarde-Jägerregiment kam. 1907 bestand er die Aufnahmeprüfung für die Nikolai-Generalstabsakademie (ab 1909 Nikolai-Militärakademie), die er 1910 als Generalstabsoffizier 1. Klasse verließ. Nikolai Wladimirowitsch Sollogub, Wladimir Lwowitsch Baranowski, Boris Michailowitsch Schaposchnikow, Alexander Iwanowitsch Werchowski, Pjotr Nikolajewitsch Wrangel, Michail Michailowitsch Sinkewitsch, Nikolai Wassiljewitsch Nagajew, Wladimir Iljitsch Sidorin, Anatoli Leonidowitsch Nossowitsch und Alexander Nikolajewitsch Wagin waren Harffs Studienkollegen.
Ab 1. November 1910 diente Harff als Stabskapitän im Leibgarde-Jägerregiment, um im November 1912 als Oberadjutant in den Stab des 3. Armeekorps in Wilna versetzt zu werden. Nach Beginn des Ersten Weltkriegs rückte Harff mit der neu gebildeten 1. Armee unter dem Kommando Paul von Rennenkampffs am 4. Augustjul. / 17. August 1914greg. nach Ostpreußen ein und zeichnete sich in der Schlacht bei Gumbinnen aus. Im Dezember 1914 wurde er zum Oberstleutnant befördert und im Februar 1915 zum Oberadjutanten des Kommandeurs der 26. Infanteriedivision ernannt, die nach Polen geschickt wurde. Harff zeichnete sich bei den Kämpfen bei Sejny, Krasnopol und Suwałki im Februar und März 1915 aus. Im September 1915 wurde er Stabschef der 69. Infanteriedivision der 3. Armee, als die Division an die Westfront bei Krewo-Smargon verlegt worden war. Die Division verteidigte dort ihre Stellungen in blutigen Abwehrkämpfen bis zum März 1918, als die Kaiserlich Russische Armee nach dem Friedensvertrag von Brest-Litowsk aufgelöst wurde. Im Juli 1917 hatten Teile der Division an der Kerenski-Offensive teilgenommen. Im August 1917 war Harff zum Oberst befördert worden.
Nach der Oktoberrevolution wurde Harff vom neuen Oberkommandierenden Nikolai Wassiljewitsch Krylenko nach Petrograd berufen und zum Assistenten des Geschäftsführers der Hauptverwaltung des Generalstabs ernannt. Mit der Verlegung der Hauptstadtfunktion von Petrograd nach Moskau im März 1918 wurde auch der Generalstab nach Moskau verlegt. Im Mai 1918 wurde die Hauptverwaltung des Generalstabs durch das Allrussische Kollegiums für die Aufstellung der Roten Armee ersetzt, zu dem nun Harff gehörte. Er leitete die Österreich-Abteilung der Militärstatistikabteilung der Geschäftsführung.
Entsprechend dem Aufruf General Michail Dmitrijewitsch Bontsch-Brujewitschs trat Harff in die Rote Armee ein und wurde im Russischen Bürgerkrieg im Oktober 1919 in den Stab der Ostfront berufen, die zunächst von Sergei Sergejewitsch Kamenew kommandiert wurde. Als Alexander Alexandrowitsch Samoilo im Juli 1919 das Kommando übernahm, wurde Harff ständiger Generalstabschef der Ostfront, bis sie im Januar 1920 reorganisiert wurde. In dieser Zeit folgten aufeinander die Kommandeure Pawel Pawlowitsch Lebedew, Michail Wassiljewitsch Frunse und Wladimir Alexandrowitsch Olderogge. Trotz der wechselnden Bedingungen konnte Harff die kontinuierliche Führung der Truppen gewährleisten. Er organisierte und leitete die erfolgreichen Vorstöße nach Ufa, Slatoust und Tscheljabinsk (Juni bis August 1919). Nachdem im August 1919 die Südgruppe der Ostfront die Turkestan-Front geworden war, führte die verbleibende Ostfront die Petropawl-Offensive durch, in deren Verlauf Tobolsk, Petropawl, Omsk, Barnaul, Nowonikolajewsk und schließlich Krasnojarsk erobert und damit Alexander Wassiljewitsch Koltschaks weiße Armee vollständig besiegt wurde (Oktober 1919 bis Januar 1920). Die Ostfront wurde reorganisiert, und Harff führte die Operationen der verbleibenden 5. Armee zur Vernichtung der Reste der Koltschak-Armee, bis deren neuer Kommandeur Michail Stepanowitsch Matijassewitsch im Februar 1920 eintraf und Harff dessen Generalstabschef wurde. Im Juni 1920 wurde Harff nach Moskau zurückberufen.
Obwohl Harff nicht Mitglied der KPdSU war und aus einer deutschen Familie und einer nicht akzeptierten Gesellschaftsklasse stammte, arbeitete er nun in diversen Führungspositionen der Roten Armee. Im November 1929 wurde er schließlich Assistent des Ausrüstungschefs der Roten Armee.
Ab Februar 1931 lehrte Harff am Moskauer Studienkombinat für Fernmeldewesen (MUKS), dessen Vizechef er im August 1932 wurde. Gleichzeitig leitete er die Kommandeursfakultät. Im September 1934 wurde er Chef des Studienkombinats.
Während des Großen Terrors wurde Harff Anfang 1938 seines Amtes enthoben. Die erwartete Verhaftung erfolgte am 10. Mai 1938. Mit ihm wurde sein Sohn Jewgeni Wilhelmowitsch Harff kurz vor dem Abschluss seines Studiums in der Ingenieursfakultät der Militärakademie für Chemische Verteidigung verhaftet. In den Verhören verschwieg Harff, dass der Häftling in der Nachbarzelle sein 10 Tage vorher verhafteter Vetter Leonid Lwowitsch Körber war, so dass er dessen Leben rettete. Auf der am 20. August 1938 Stalin vorgelegten Liste Nr. 2 des Moskau-Zentrums mit den zur Verurteilung vorgesehenen ehemaligen Militärpersonen, die Nikolai Iwanowitsch Jeschow alle in die 1. Kategorie eingeordnet hatte, erschien Harff als Nr. 35 und sein Sohn als Nr. 36. Stalin und Wjatscheslaw Michailowitsch Molotow zeichneten die Liste wie üblich ohne Anmerkungen ab. Harff wurde am 22. August 1938 vom Militärkollegium des Obersten Gerichts der UdSSR zum Tod durch Erschießen verurteilt. Noch in der Nacht desselben Tages wurde Harff von Wassili Michailowitsch Blochin auf dem NKWD-Gelände in Kommunarka erschossen. Jewgeni Harff wurde als einer der ganz wenigen Angeklagten aus der 1. Kategorie herabgestuft und zu einer langjährigen Lagerhaftstrafe verurteilt.
Am 28. Mai 1955 wurde Harff durch Beschluss des Militärkollegiums des Obersten Gerichts der UdSSR vollständig rehabilitiert. Der Vorsitzende des Präsidiums des Obersten Sowjets der UdSSR Kliment Jefremowitsch Woroschilow entschuldigte sich bei Harffs Frau Serafima Wassiljewna geborene Schlapnikowa (1885–1957).
Harffs Tochter Tatjana (1921–1990) heiratete den Cellisten Fjodor Petrowitsch Lusanow.

## Ehrungen, Preise
- Russischer Orden der Heiligen Anna IV. Klasse (1915), III. Klasse mit Schwertern und Schleife (1915), II. Klasse mit Schwertern[3]
- Sankt-Stanislaus-Orden III. Klasse mit Schwertern und Schleife (1915), II. Klasse mit Schwertern (1916)[3]
- Orden des Heiligen Wladimir IV. Klasse mit Schwertern und Schleife (1916)[3]
- Rotbannerorden (1921)[11]